# Aneiaculazione
L'aneiaculazione è l'impossibilità patologica di eiaculare di un maschio, con (orgasmica) o senza (anorgasmica) orgasmo.
Può dipendere da una o più fra numerose cause, fra cui, in ordine di frequenza:
1. Inibizione psicologica, ansia da prestazione
2. Inibizione farmacologica, indotta principalmente da antidepressivi[1][2]
3. Mancanza di produzione di liquido seminale dovuta a disfunzione prostatica.

L'aneiaculazione, specialmente nella variante orgasmica, è di solito indistinguibile dalla eiaculazione retrograda senza un esame delle urine che escluda quest'ultima,  rilevando l'assenza di spermatozoi nell'urina.
Spesso si riscontrano sempre più casi isolati di questa patologia, senza nessun tipo di preavviso o condizione particolare dell'uomo.